# 130 мм/55 гармата Обухівського заводу (Б-7)
Морська́ гарма́та 130 мм/55 Б-7 Обу́хівського заво́ду зразка́ 1913 ро́ку — 130-міліметрова морська гармата, що використовувалася переважно на кораблях російського імператорського флоту, а згодом на кораблях військово-морського флоту СРСР.
Гармата вироблялася переважно на Обухівському казенному заводі (ОКЗ) у Санкт-Петербурзі, а також за ліцензією Vickers Limited у Великій Британії. Використовувалася як середня артилерія на кількох російських дредноутах, як головна артилерія на крейсерах, а також як берегова артилерія.

## Історія
У 1911 році Обухівський казенний завод отримав замовлення на розробку напівавтоматичної морської гармати калібру 130 міліметрів для Морського відомства Російської імперії. Замовлення передбачало створення двох прототипів, з гільзовим і картузним заряджанням. 12 липня 1912 року Головне управління кораблебудування затвердило картузний варіант гармати зі стволом 55-го калібру. Для нової гармати завод розробив напівавтоматичний затвор власної конструкції, але 7 вересня 1912 року Головним управлінням кораблебудування надійшла вказівка відмовитися від нього на користь затвора Віккерса.
У 1913 році на заводі було розміщено первинне замовлення на 471 гармату. До 1 січня 1917 року було вироблено 143 гармати, а ще 96 — до кінця того ж року. Решта 282 гармати мали бути доставлені у 1918 році. Першими виробленими гарматами були оснащені крейсер «Світлана» та лінійні кораблі типу «Імператриця Марія» Чорноморського флоту Російської імперії.
Ще одне замовлення на 100 гармат було розміщене у 1913 році у компанії Vickers Limited у Великій Британії, з яких 24 були готові до поставки до 16 вересня 1914 року. З них 7 були відправлені до Архангельська у жовтні 1914 року. Ще 12 гармат, призначених для російського крейсера «Варяг», були доставлені до Російської імперії тим же маршрутом, але оскільки ремонт корабля затягнувся, їх розмістили як берегові гармати для захисту острова Сааремаа.
Радянський військово-морський флот також використовував 130 мм/55 гармату зразка 1913 року і виготовляв додаткові гармати під позначенням Б-7, оскільки в 1922 році Обухівський завод був перейменований на завод № 232 «Більшовик».
У 1923 році 12 гармат були розміщені в чотирьох берегових батареях, одна в Одесі та три вздовж Кавказького узбережжя. У 1930 році на заводі «Більшовик» було проведено незначну модернізацію кількох гармат, удосконалено механізм заряджання та збільшено кут нахилу до +40°.